# パッタルン県

パッタルン県
จังหวัดพัทลุง

- この項目は英語版を元に作成されています。

パッタルン県（パッタルンけん、タイ語: จังหวัดพัทลุง ）はタイ王国・南部の県の一つ。ナコーンシータンマラート県、 ソンクラー県、サトゥーン県、トラン県と接する。

## 地理
パッタルン県はマレー半島に位置する。県東部は山が連なるが、県西部にはソンクラー湖が広がる。

## 歴史
14世紀はアユタヤ王朝のラーマーティボーディー1世の時に、パッタルンは数ある天領の一つとなった。18世紀終わりには、ラーマ1世は兵部局に属した。ラーマ5世時にはパッタルンはモントン・ナコーンシータンマラートに組み込まれた。

## 民族
住民のほとんどを仏教徒で占めるが、一方で住民の11.1%はムスリムである。

## 県章

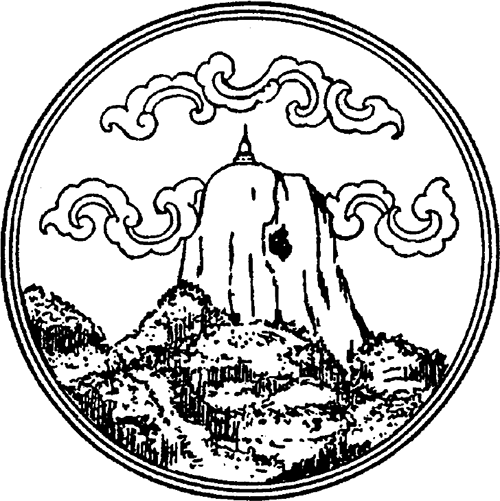
県章

県章は県のシンボルである、250mの高さのオークタールー山がデザインされている。 
県木・県花はShorea roxburghii。

## 行政区
パッタルン県は11の郡（アムプー）に分かれ、その下に65の町（タムボン）と、626の村（ムーバーン）がある。

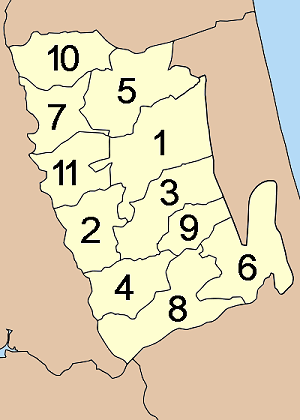
パッタルン県の郡

1. ムアンパッタルン郡
2. キンラー郡（タイ語版）
3. カオチャイソーン郡（タイ語版）
4. タモート郡（タイ語版）
5. クワンカヌン郡（タイ語版）
6. パークパユーン郡（タイ語版）
7. シーバンポット郡（タイ語版）
8. パーボーン郡（タイ語版）
9. バーンケーオ郡（タイ語版）
10. パーパヨーム郡（タイ語版）
11. シーナカリン郡（タイ語版）